# Копанки (Богодуховский район)
Копанки (укр. Копанки), село,
Червононивский сельский совет,
Богодуховский район,
Харьковская область, Украина.
Код КОАТУУ — 6320888803.
Присоединено к посёлку Червоная Нива (ныне — Викторовка) в 1999 году.

## Географическое положение
Село Копанки находится в урочище Шевченковка в балке по дну которой протекает пересыхающий ручей с запрудами.
В 1 км расположено село Байрак,
в 1,5 км расположен посёлок Викторовка.
В 4-х км протекает река Сухой Мерчик.
Вокруг села большие садовые массивы.

## История
- 1999 — присоединено к посёлку Червоная Нива[1].